# 澄川耕二
澄川 耕二（すみかわ こうじ、1947年 - ）は、日本の麻酔科医、長崎大学名誉教授（元・医学部/大学院医歯薬学総合研究科教授）、佐世保市立総合病院長。

## 経歴
島根県益田市生まれ。
島根県立益田高等学校から大阪大学医学部に進み、1972年に卒業して、6月に医師免許を取得した。
大阪大学助手から、滋賀医科大学助手に転じ、1978年に講師、1980年に助教授へ昇任。
この間、1978年8月、「副腎髄質のカテコールアミン遊離機構に及ぼす揮発性麻酔薬ならびに筋弛緩薬の影響」で、大阪大学より医学博士を取得。
1988年、大阪大学医学部麻酔科助教授を経て。1992年、長崎大学医学部麻酔科教授。
その後、科学研究費委員会専門委員、医師国家試験委員、医道審議会麻酔科標榜資格審査部会委員などを歴任。2001年には長崎大学医学部附属病院院長を併任した。また、2008年に日本蘇生学会会長、2010年には日本麻酔科学会会長、アジアオーストラレーシア麻酔学会会長にそれぞれ就任した。
2012年には、日本麻酔科学会が設けた「藤井善隆氏論文調査特別委員会」の委員長を務めた。
2013年に長崎大学を退職して、名誉教授の称号を贈られた。同年には済生会長崎病院院長となり、さらに2015年に佐世保市立総合病院長となった。
テニス、ゴルフ、水泳などスポーツは多趣味で、スキーは1級、柔道は4段の腕前である。

## 主な著作

### 単著
- 周術期循環管理 : FOR PROFESSIONAL ANESTHESIOLOGISTS、克誠堂出版、2011年

### 共編著
- （澄川耕二、福崎誠、中村治正、藤江透、比嘉勇人 共著）：痛みのアセスメント―患者の感じた痛みから原因と対応を導く本、日総研出版、1995年
- （土肥修司、澄川耕二 編）：TEXT麻酔・蘇生学（第2版）、南山堂、2001年
  - のち、2008年に改訂3版：なお、同書の初版（1995年）は、内藤裕史、土肥修司 編であり澄川は編者ではない。